# Der Gottsucher
Der Gottsucher ist ein Roman des österreichischen Schriftstellers Peter Rosegger, der vom Oktober 1880 bis September 1881 monatlich im 5. Jahrgang des Grazer Heimgartens erschien. Adolf Hartleben brachte das Werk in Buchform 1883 in Wien heraus. Der Ludwig Staackmann Verlag publizierte 1926 in Leipzig die 76. Auflage.

## Historie

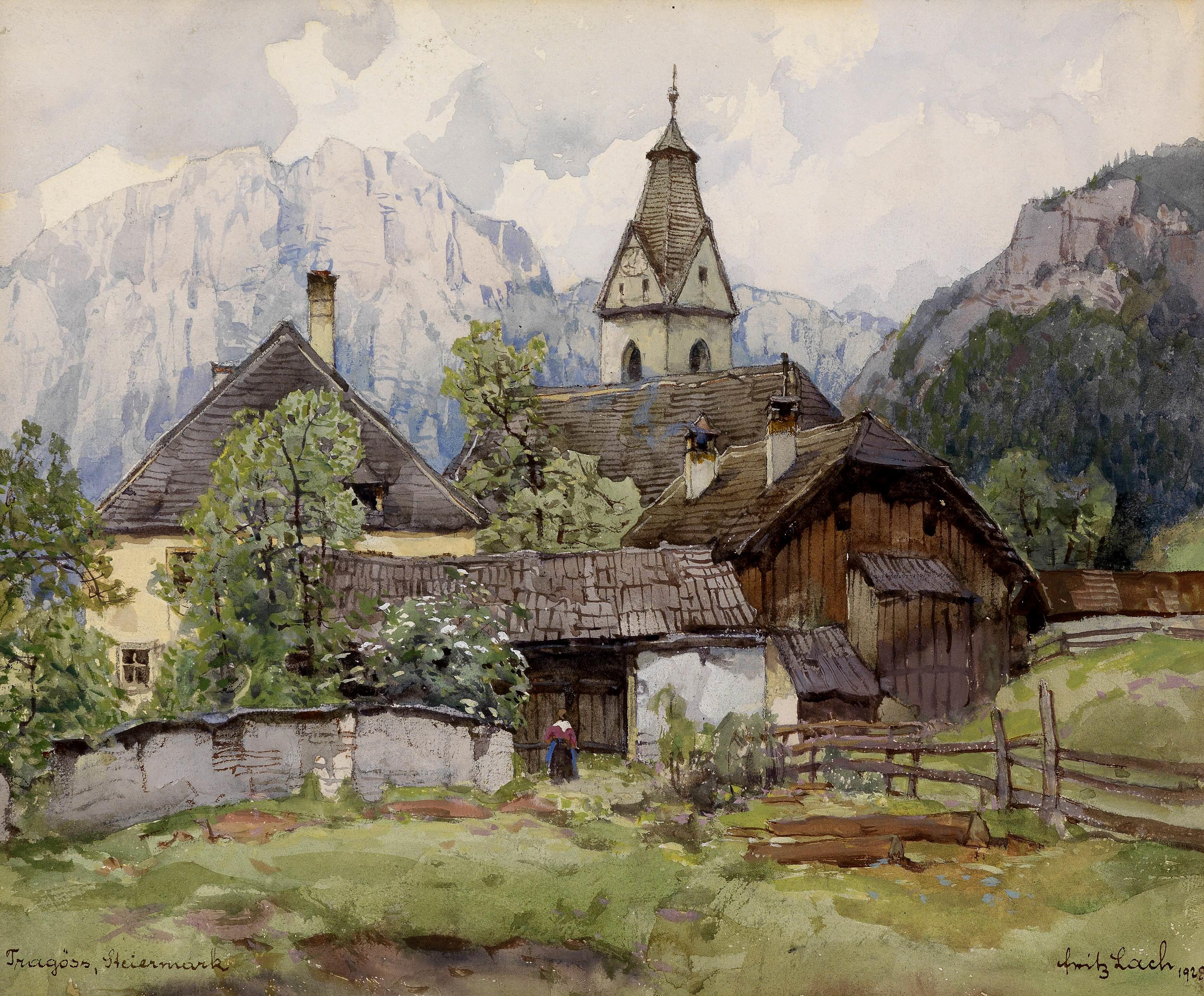
Fritz Lach: Tragöß anno 1928

Im steirischen Tragöß – nicht allzu weit von Bruck an der Mur entfernt, an den Südabhängen des Hochschwab-Massivs gelegen – wurde 1493 der katholische Pfarrer Melchior Lang von Bergbauern umgebracht. Lang hatte nicht nur der Pfarre Tragöß vorgestanden, sondern war gleichzeitig Verwalter der Grundherrschaft gewesen.
Peter Rosegger, der sich in seinem Text als Chronist der Ereignisse ausgibt, nimmt den Fememord als Grundlage für eine Fiktion – die Gestaltung des Feuer- und Ahnenkults in einer erfundenen Bergbauerngemeinde.

## Inhalt
Am Ufer der reißenden Trach, die vom Trasank-Gebirge herabstürzt, liegt das Bergbauerndorf Trawies. An den entlegenen Ort der Handlung sind der weißbärtige Oberrichter von Neubruck und der gestrenge junge Pater Dominicus mit ihrer waffenstarrenden Bedeckung angereist. Beide ermitteln mit noch einigen anwesenden Gerichtsherren in der Mordsache Pfarrer Franciscus. Dem Trawieser Seelenhirten wurde nach dem letzten Gottesdienst der Kopf mit einem Axthieb gespalten. Das Gericht sieht es nach seiner Untersuchung als erwiesen an: Der Mörder kann nur einer der Trawieser Bauern sein. Der Unhold ist auf der Stelle auszuliefern. Die Trawieser Ältesten, an ihrer Spitze der Feuerwart Gallo Weißbucher, weigern sich. Nach der Gegenrede des Feuerwarts habe Pfarrer Franciscus seinen Tod selbst verschuldet. Denn außer der unerbittlichen Eintreibung des Zehnten habe dieser ungerechte Herr den Trawiesern das angestammte Recht auf Wald und Weide verweigert, die Ernten nicht geschont und die von den Altvorderen überkommenen Sitten bekämpft. Zudem weist der Feuerwart auf ein Schriftstück an die Adresse der zuständigen Neubrucker Grundherren hin. Darin hatten die Trawieser vergeblich einen gerechten Vorgesetzten gefordert.
Alle Widerrede hilft nicht. Durch Losentscheid werden zwölf Bauern bestimmt und elf davon geköpft. Die Trawieser bleiben unnachgiebig. Über das Dorf mit seinen trotzigen Einwohnern wird der Kirchenbann verhängt.
Im Gegensatz zu den Neubrucker Gerichtsherren weiß der aufmerksame Leser, dass der Trawieser Schreiner Wahnfred vom Gestade der Mörder ist. Wahnfred war von einem Trawieser Femegericht als Täter – wiederum durch Losentscheid – bestimmt worden. Wie die meisten Trawieser, so hat Wahnfred noch zusätzliche Motive für seinen tödlichen Axthieb. Das eine Motiv hängt mit einem der heidnischen Bräuche (genauer: Rosegger bezieht sich auf die Mythologie der Germanen) zusammen, gegen die Franciscus zu Lebzeiten mit Waffengewalt vorgegangen war: Während der verhassten Feier zur Sommersonnenwende hatte der Pfarrer Wahnfreds kleinen Sohn Erlefried in den Arm geschossen. Zum anderen Motiv: Der tiefgläubige Christ Wahnfred zaudert; er will nicht töten. Vor seiner Mordtat hatte Wahnfred den an Nervenfieber darniederliegenden Pfarrer in dessen Behausung aufgesucht und unerschrocken gepflegt. Als „Dank“ hatte ihn später der wieder gesundete Franciscus des Diebstahls während dessen Krankenpflege bezichtigt. Den Schuss auf Erlefried kann der Vater zur Not verzeihen, die ehrenrührige Anklage als Dieb hingegen nicht. Deshalb schlägt er zu.
Weil Wahnfred nach der Bluttat untertaucht, also von den Mitgliedern des Femegerichts verborgen gehalten wird, lässt ihn das Neubrucker Gericht – allerdings vergeblich – suchen. Wahnfreds Ehefrau rafft mit der Zeit der Gram dahin. Erlefried wird von einem der Trawieser Verschwörer aufgenommen. Der Feuerwart versteckt Wahnfred in einer unzugänglichen verwaisten Klause eines Eremiten, der sich erhängt hat. Der einsiedlerische Schreiner sucht und findet Gott im alles zerstörenden Feuer.
Wahnfred kehrt nach Trawies zurück und wird von den immer noch rebellisch-widerborstigen Einwohnern geradezu frenetisch als ihr charismatischer Hauptmann erwählt.
Jahre vergehen. Die Trawieser Rotte kämpft – zumeist erfolgreich – gegen die gelegentlich anstürmende bischöfliche Streitmacht. Jedoch kaum ein Trawieser möchte in Friedenszeiten zur gewohnten bäuerlichen Feldarbeit zurück. Wahnfred, der Priestermörder und Schänder des christlichen Altars, führt einen vergeblichen Kampf gegen das arbeitsscheue, triebhaft-egozentrische Gesindel. Eines erreicht er aber: Die eigentlich doch gläubigen Bauern – unter seiner Anleitung zu Feueranbetern geworden – errichten einen hölzernen Tempel. Die wohlberechnete Sühne des religiösen Eiferers Wahnfred: Bei der feierlichen Tempeleinweihung verbrennt sich der schuldig gewordene Wahnfred mit den im Neubau eingeschlossenen, schuldigen Trawiesern. Nur Erlefried kommt mit seiner Braut Sela – der Tochter des Feuerwarts – mit dem Leben davon.
Zwar hatte Erlefried als Knabe dem Vater beim Schärfen des Mordwerkzeugs helfen müssen, doch schuldig spricht ihn der Erzähler Peter Rosegger deswegen nicht. Denn das Leben geht weiter im Tal der reißenden Trach an den Schroffen des Trasank. Rosegger bietet ein Happy End. Das Paar bebaut seinen Acker und führt ein glückliches Leben.

## Rezeption
- Rosegger, durch die oben erwähnte Legende aus dem Jahr 1493 zum Schreiben angeregt, hatte mit seinem Roman eine Fiktion beabsichtigt. Dennoch sei er gesellschaftlichen Wirklichkeiten ziemlich nahegekommen.[6]
- Warum gibt sich Wahnfred zusammen mit seiner verrohten Trawieser Gemeinde im neuerbauten Tempel den Feuertod? Ist es Sühne für den Priestermord? Mussten die arbeitsscheuen Trawieser bestraft werden? Zweifellos. Letztendlich aber folgt Wahnfred dem Beispiel des Eremiten, in dessen Klause er überwintern durfte. Aus dessen hinterlassenen Papieren hatte der des Lesens kundige Schreiner das furchtbar-pessimistische Debakel herausgefunden: „Die Auslöschung der Bevölkerung ist … Selbsterlösung der Schöpfung.“[7]
- Der romanglobal vordergründig zelebrierte Feuerkult, inkarniert im Ahnfeuer, erscheint zunächst lediglich als „gezähmtes Element der Volksreligion, … vom späteren Christentum toleriert“[8]. Erst unter bischöflich-katholischem Druck erheben die trotzigen Trawieser jene Flamme als Symbol ihres Freiheitskampfes.
- Anhand einiger Frauengestalten geht Bubeníček[9] auf die Nebenrolle der Frau in Roseggers Prosa ein.
- „Ein kleiner Statthalter des feudalabsolutistischen Klerus“ entehrt „das Priesteramt durch Arroganz, Willkür und Faulheit“ fasst Hahl[10] das Wüten des Paters Franciscus in der „anfangs noch sittlich gesunden Gemeinde“ Trawies treffend zusammen. Warum scheitert Wahnfred bei der Erziehung seiner verwilderten Trawieser? Hahl findet einen der Gründe. Es scheint, als sei Wahnfried den Amtspriestern zu ähnlich.[11]

### Ausgaben
- Der Gottsucher. Ein Roman von P. K. Rosegger. Leykam Josefsthal, Graz 1880 (archive.org).
- Der Gottsucher. Ein Roman. Hartleben, Wien 1898 (archive.org).
- Der Gottsucher. Ein Roman aus dunkler Zeit. Staackmann. Leipzig 1913

### Sekundärliteratur
- Gerald Schöpfer: Peter Rosegger. Ein glaubwürdiger Zeuge wirtschafts- und sozialgeschichtlicher Veränderungen? S. 25–42 in: Uwe Baur (Hrsg.), Gerald Schöpfer (Hrsg.) und Gerhard Pail (Hrsg.): „Fremd gemacht?“ Der Volksschriftsteller Peter Rosegger. Böhlau, Wien 1988, ISBN 3-205-05091-6
- Hanna Bubeníček: landvermessen. Peter Roseggers Charaktere zwischen Utopie und Scheitern am Rande der Provinz. Ein Versuch zur Topograhie. S. 143–165 in: Uwe Baur (Hrsg.), Gerald Schöpfer (Hrsg.) und Gerhard Pail (Hrsg.): „Fremd gemacht?“ Der Volksschriftsteller Peter Rosegger. Böhlau, Wien 1988, ISBN 3-205-05091-6
- Werner Hahl: Ritualisierung der sinnlichen Erfahrung. Versuch, Versuchung und Scheitern einer Religionsstiftung in Peter Roseggers ‚Der Gottsucher‘. S. 57–84 in: Wendelin Schmidt-Dengler (Hrsg.) und Karl Wagner (Hrsg.): Peter Rosegger im Kontext. Böhlau, Wien 1999, ISBN 3-205-98841-8